# Charleston Harbor
Le Charleston Harbor est une baie que forme la côte atlantique des États-Unis à hauteur du comté de Charleston, en Caroline du Sud. Embouchure de l'Ashley River et de la Cooper River, il abrite les installations portuaires de Charleston et des localités voisines.